# Copa Intercontinental FIBA 1967
La Copa Intercontinental FIBA 1967 fue la segunda edición de la Copa Intercontinental FIBA para clubes de baloncesto masculino. Tuvo lugar en Varese, Nápoles y Roma. De la Copa de Campeones de Europa FIBA participaron Pallacanestro Olimpia Milano, USK Praha y el Pallacanestro Varese. Del Campeonato Sudamericano de Clubes participaron Corinthians, y de la NABL participaron los Akron Wingfoots.

## Participantes
| Continente        | Equipos | Clubs                                                          |
| ----------------- | ------- | -------------------------------------------------------------- |
| Europa            | 3       | Pallacanestro Varese, Pallacanestro Olimpia Milano y USK Praha |
| América del Norte | 1       | Akron Goodyear Wingfoots                                       |
| América del Sur   | 1       | Corinthians                                                    |

## Juego de clasificación
|  | Pallacanestro Olimpia Milano | 82-77 | USK Praha | Nápoles, Italia |  |

## Ronda final

### Semifinales
|  | Akron Goodyear Wingfoots | 57-52 | Corinthians | Varese, Italia |  |

|  | Pallacanestro Varese | 79-70 | Pallacanestro Olimpia Milano | Roma, Italia |  |

### Por el 3°
|  | Pallacanestro Olimpia Milano | 90-89 | Corinthians | Roma, Italia |  |

### Final
|  | Akron Goodyear Wingfoots | 78-72 | Pallacanestro Varese | PalaLottomatica, Roma, Italia |  |

## Estadísticas

### Clasificación
| Akron Goodyear Wingfoots     |
| Pallacanestro Varese         |
| Pallacanestro Olimpia Milano |
| 4. Corinthians               |
| 5. USK Praha                 |